# Мартынов, Павел Иванович
Павел Иванович Мартынов (24 мая 1879, село Угодский Завод, Малоярославецкий уезд, Калужская губерния — 1941) — профессор Института народного хозяйства имени Г. В. Плеханова.

## Биография
Родился в крестьянской семье.
Окончил трёхгодичную сельскую (1891) и фабричную (1896) школы, экстерном Коммерческое училище имени цесаревича Алексея (1913) и коммерческо-техническое отделение Московского коммерческого института по специальности «органические вещества», коммерческий инженер 1-го разряда (1915).
Слесарный ученик на механическом заводе В. Винтер (1894), токарь по металлу на механическом заводе братьев Бромлей в Москве, участвовал в организации библиотеки и кассы взаимопомощи (1897).
В 1900 году за участие в рабочем движении выслан на родину.
Обвенчан с Прасковьей Матвеевной Максименко, дочь.
Техник в дворянском имении в Крестецком уезде Новгородской губернии (1903).
Сдал экзамен на звание домашнего учителя, препаратор физического кабинета в Коммерческом училище имени цесаревича Алексея (1905).
Вольнослушатель (1907), действительный слушатель (1913), ассистент и преподаватель физики в Московском коммерческом институте (1915).
В 1917 году член Поместного собора Православной Российской церкви по избранию как мирянин от Калужской епархии, член V, VI, VII, IX отделов.
В 1917–1922 годах член особого правления Московского завода отопительных приборов (бывшего завода братьев Кертинг).
С 1919 года член Научно-технического бюро по отоплению и вентиляции в Научно-техническом отделе Высшего совета народного хозяйства РСФСР, хранитель Отдела прикладной физики и в 1929–1934 годах заведующий Общим отделом в Российском государственном политехническом музее, одновременно преподаватель на Рабочем факультете, в Московском высшем техническом училище и Центральных холодильных курсах НКПС, заведующий Физической лабораторией во 2-м московском промышленно-экономическом техникуме в Москве.
С 1926 года доцент по кафедре светотехники и фотометрии электропромышленного факультета, организатор и заведующий Светотехнической лабораторией, в 1929–1936 годах профессор и заведующий кафедрой электромеханики Института народного хозяйства имени К. Маркса (затем имени Г. В. Плеханова), одновременно с 1930 года профессор и заведующий кафедрой «Физика» Московского института технологии зерна и муки.
С 1933 года преподаватель на кафедре светотехники Московского энергетического института.
С 1938 года кандидат технических наук (без защиты диссертации).

## Сочинения
- Как при помощи электричества можно получить свет: Из цикла общедоступ. лекций по физике и технике, прочит. в Музее в 1924/25 акад. г. / П. И.Мартынов, хранитель Отд. прикладной физики Гос. Политехн. музея и доц. Ин-та нар. хоз. им. Плеханова; Главнаука НКП. Гос. Политехн. музей. — М. : Изд-во Гос. Политехн. музея, 1926. — 34 с.: ил., табл.
- [3 статьи] // Товарная энциклопедия. М., 1927.
- О нормах освещения и упрощенном способе расчета и стоимости эксплуатации электрического освещения // Коммунистические электростанции. 1927.
- Электричество в домашнем быту // Коммунистические электростанции. 1929.
- Светотехническая терминология / Мартынов П. И., инж. (Ин-т нар. хоз-ва им. Плеханова). Соколов М. В. инж. (Комиссия по осветительной технике при ЛОЦЭС). — Л.: Всесоюз. ассоциация лабораторий осветительной техники при НИС ПТЭУ ВСНХ СССР, 1931. — 88, [3] с. — (Труды II Всесоюз. светотехнической конф.; Вып. 2).
- Кварцевая лампа // Малая советская энциклопедия. Т. 3.
- Электрическое освещение // Энциклопедический словарь Гранат. Т. 52. М., 1934.